# Memorie di Giuda
Memorie di Giuda è un romanzo storico di Ferdinando Petruccelli della Gattina, da alcuni considerato il più importante della sua produzione letteraria. 
Fu pubblicato inizialmente in Francia nel 1867 con il nome Les Mémoires de Judas ed in seguito in Italia nel 1870 dall'editore Treves.  
È una rivisitazione dell'apostolo traditore Giuda Iscariota, raffigurato dall'autore come un rivoluzionario che combatte per liberare gli ebrei dall'imposizione romana. L'opera, oltre a manifestare il forte anticlericalismo di Petruccelli, nasconde un messaggio di ideali risorgimentali in quanto Giuda non è altro che un carbonaro ante-litteram.
Per il suo contenuto dissacrante, il libro suscitò polemiche, soprattutto da parte delle gerarchie clericali, e fu criticato anche da alcuni intellettuali come Benedetto Croce.
Memorie di Giuda ebbe una grande influenza su La reliquia di José Maria Eça de Queirós, tale da indurre alcuni studiosi ad accusare lo scrittore portoghese di plagio.